# Josep Tarradellas i Joan
Josep Tarradellas i Joan   (Cervelló, 19 de gener de 1899 - Barcelona, 10 de juny de 1988) fou un polític català, president de la Generalitat de Catalunya a l'exili durant la dictadura franquista des de 1954 fins a la restauració de la Generalitat el 1980. Va ser conseller de la Generalitat republicana i s'exilià a França el febrer de 1939 fins que tornà a Barcelona el 23 d'octubre de 1977.

## Biografia

### Cervelló
Fou el fill gran dels dos fills de Salvador Tarradellas i Rovira i Casilda Joan i Julià (el casament dels quals fou el 13 de novembre de 1898). Els padrins de bateig van ser Jaume Joan i Emília Tarradellas i el batejaren amb els noms de Josep, Albert i Francesc. La seva germana era Antònia (Cervelló, 1901 - Barcelona, 1966).
El mateix Josep Tarradellas parla dels seus orígens: «Jo vinc d'una família de picapedrers i camperols. Vinc de les comarques, d'on han vingut tants homes lligats al camp, a llur terra, que van llaurar el futur polític de la Catalunya republicana de la Generalitat».
El seu interès per la política sorgí al mateix poble de Cervelló: «Durant aquells anys d'infància al poble, rebé el que probablement constituïren les primeres influències en el camp de la política. D'una banda, el fet que el seu pare fos un home molt liberal i convençut republicà, el marcava en un poble dominat per un caciquisme que obligava a votar el candidat de la Lliga [Regionalista], Bertran i Musitu; d'altra banda s'adonà de la gravetat del que passà durant la Setmana Tràgica que trasbalsà l'opinió de tothom. Tarradellas recordava també la forta impressió que li causà sentir, a Cervelló, un discurs catalanista de Francesc Layret, l'advocat dels treballadors». L'any 1914 la família Tarradellas es traslladà a Barcelona, quan Josep tenia quinze anys.

### Barcelona
La seva militància catalanista el va portar de molt jove a la vida política. Va participar en la fundació del partit Esquerra Republicana de Catalunya, pel qual fou elegit diputat per primera vegada el 1931. El mateix any accedia al govern de la Generalitat de Catalunya com a conseller de Governació.
Durant la Guerra Civil espanyola va ocupar els càrrecs de conseller de Finances i de president del consell executiu de la Generalitat, i president de la Comissió d'Indústries de Guerra fins a la seva expropiació el 1938. Exiliat a Suïssa i a França a partir de 1939, els diputats catalans a l'exili el van elegir com a president de la Generalitat el 1954 a Mèxic. Des de la seva residència de Saint-Martin-le-Beau va mantenir durant llargs anys la vigència de la institució. El 1977 retornava en exercici del càrrec i presidia durant prop de tres anys el primer govern d'unitat de la Generalitat restaurada.
De jove fou secretari de propaganda del CADCI i el 1919 fundà els setmanaris Abrandament i L'Intransigent. El 1919 es va unir a la Federació Democràtica Nacionalista de Francesc Macià i el 1920 milità en la Joventut Nacionalista La Falç. Tarradellas va esdevenir secretari general d'Esquerra Republicana de Catalunya el 1931. També va ser diputat a les Corts Espanyoles, i conseller de Governació i de Sanitat de la Generalitat al govern de Catalunya 1931-1932 i al primer govern posterior a les eleccions de 1932, durant la presidència de Francesc Macià. Durant la Guerra Civil espanyola, va ocupar les carteres de Serveis Públics, Economia i Cultura, i va arribar a ser Conseller Primer el setembre de 1936.
Exiliat a França des de 1939, va esdevenir president de la Generalitat el 1954, després de la dimissió de Josep Irla.
Va retornar a Catalunya el 23 d'octubre del 1977 i va ser rebut per una multitud a Barcelona. La seva frase «Ciutadans de Catalunya, ja soc aquí!» ha quedat a la història del país.

## Restabliment de la Generalitat

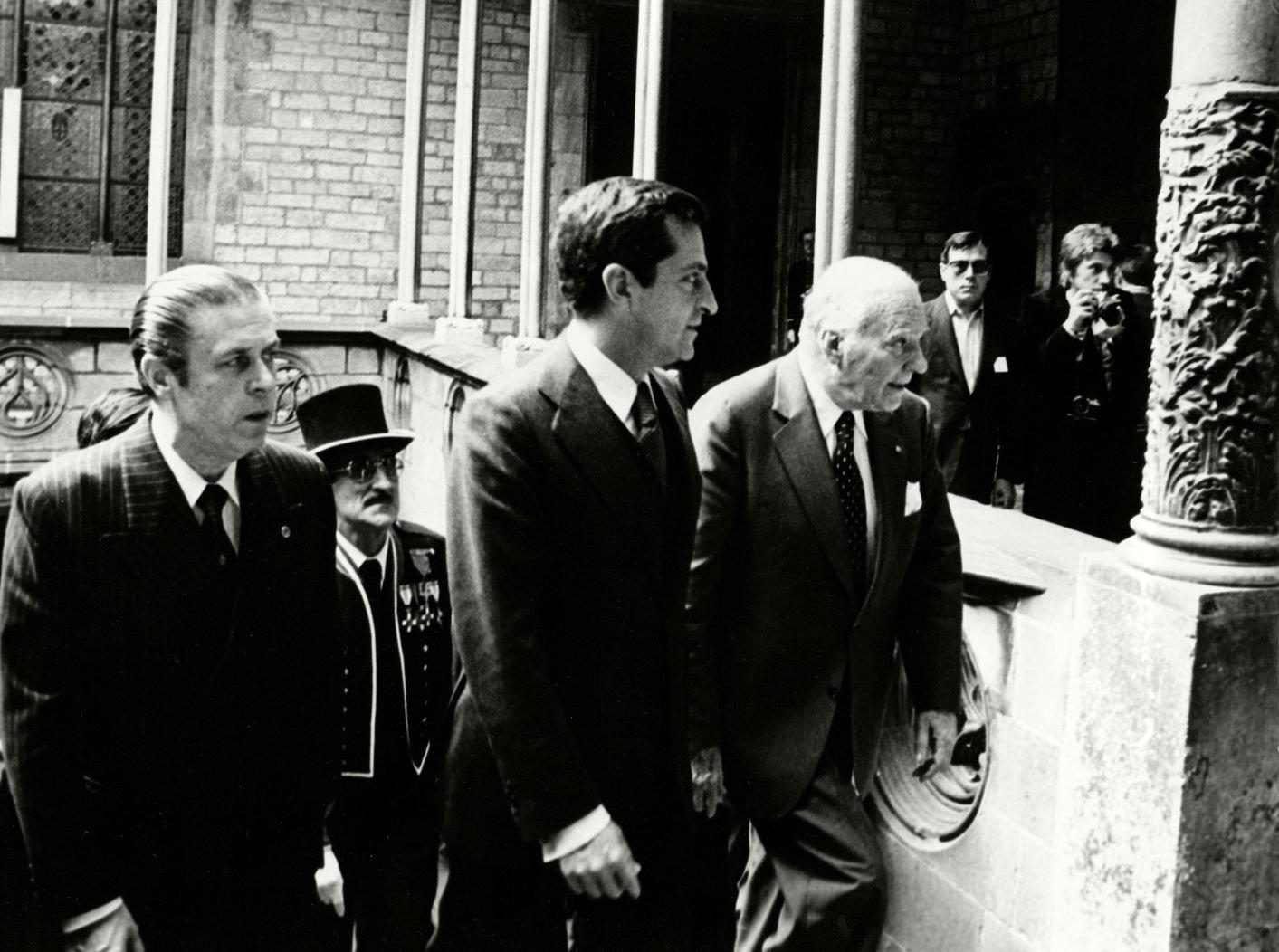
Adolfo Suárez i el president de la Generalitat de Catalunya a l'arribar al Palau de la Generalitat, el 23 d'octubre de 1977.

El 1977, ja mort Franco, es va trobar amb el president del Govern espanyol, Adolfo Suárez, per negociar el restabliment de la Generalitat.
El 29 de setembre de 1977 el president del govern d'Espanya deroga la llei franquista de 1938 que eliminava les institucions catalanes i restableix la Generalitat provisional. El 17 d'octubre de 1977 es nomena Tarradellas President de la Generalitat provisional i Frederic Rahola i d'Espona Conseller de Presidència.

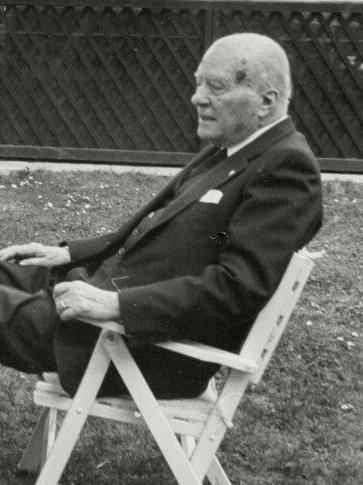
Josep Tarradellas al Palau de la Moncloa el 1984.

Tarradellas formà un govern de concentració amb dotze consellers per tal de redactar l'estatut d'Autonomia de Catalunya de 1979 que seria aprovat en referèndum el novembre de 1979, i va convocar eleccions al Parlament de Catalunya (1980).
Aquests fets varen ser recollits en el primer Diari Oficial de la Generalitat de Catalunya restituït per Tarradellas el 5 de desembre de 1977.
El 1985, el Rei Joan Carles I el va nomenar marquès de Tarradellas. El Consell de Ministres a Barcelona del 21 de desembre de 2018 va decidir donar el seu nom a l'aeroport de Barcelona-El Prat.

### Publicacions de Josep Tarradellas
- Conferències pronunciades pel Molt Honorable Senyor Josep Tarradellas i Joan l'any 1981 a la Universidad Internacional Menéndez y Pelayo de Santander, el dia 10 de juliol i a l'Ateneu de Maó, el dia 9 d'octubre.  Poblet: Arxiu Montserrat Tarradellas i Macià, 1996.
- Declaracions: des del 19 de juliol del 1936 al 3 d'abril de 1937 (en catalan).  Poblet: Arxiu Montserrat Tarradellas i Macià, 1997.
- Articles, pròlegs i discursos: del 13 d'abril del 1937 al 31 de desembre del 1938 (en catalan).  Poblet: Arxiu Montserrat Tarradellas i Macià, 1998.
- Dos mesos i mig al Departament de Cultura (en catalan).  Poblet: Arxiu Montserrat Tarradellas i Macià, 1998.
- La Indústria de guerra a Catalunya (1936-1939) : l'obra de la Comissió, creada per la Generalitat, i el seu report d'actuació.  Lleida: Pagès editors, 2007. ISBN 978-84-9779-579-1.
- Crònica de la Guerra Civil a Catalunya.  Barcelona: Edicions Dau, 2008-2009. ISBN 978-84-935228-9-6 (vol. 1) 978-84-936625-1-6 (vol. 2).